# 秀峰無等
秀峰無等（Su Bong Mu Deung，1943年1月7日—1994年7月17日），原名廖四海，佛教禪宗僧人，崇山行願的傳法弟子，國際觀音禪院的指導師，美國普洛威頓斯禪中心和Cambridge禪中心的創辦者之一。此外，他曾多次在韓國及美國主持冬安居。
至於原籍新田东山岭，原名郑尚显，谱谍排行为郑氏第二十五代孙的秀峰禪師，則並非本條目所介紹的人物。

## 生平
廖四海本身為美籍中韓混血兒，1943年出生於夏威夷，後於美國求學，出家前既是一位工業設計師，也是一位木匠和藝術家。
廖四海曾到日本學禪，後於1974年開始追隨崇山禅师，1981年获崇山禅师印可為國際觀音禪院的導師，1983年剃度受戒出家，法号无等（Mu Deung），1990年至1994年期間担任香港、南非、汉城国际及澳洲等禅中心的指导师。1992年10月获崇山禅师印可传法，成為秀峰禅师。
秀峰禅师在美國期間，曾任羅省寺院住持多年，並協助創辦美國普洛威頓斯禪中心和Cambridge兩家禪中心。此外，他曾多次在韓國及美國主持冬安居。

## 海外弘法
秀峰禅师的足跡遍布五大洲，他尤其喜歡到戰地弘法，曾於波斯尼亞、薩拉熱窩、塞爾維亞等地廣度了不少前線的士兵，甚至有好些高官總理等都慕名而來跟他見面。

## 坐脫立亡
秀峰禅师1994年7月17日示寂於「香港禅中心」，享年五十有三，僧臘十一春，戒臘十一夏。
秀峰禅师這次的示寂，體現了禪宗所說的「坐脫立亡」，來去自如。套用崇山禪師的說法：「秀峰禅师的入滅，示現了真正的祖師涅槃。」

### 預知時至
秀峰禅师來港示寂前，曾表示他這次只會在香港逗留一天，目的是跟一位曾在電話裡跟他參公案的女孩會面，結果秀峰禅师於1994年7月16日上午十一點二十分抵港，到了7月17日，禅师於「香港禅中心」跟這個女孩對答完畢後，就在該女孩面前示寂，其時剛好是上午十一點二十分，不多不少，剛好一天。
秀峰禅师於這次離韓國前所主持的最後一次結夏安居中，跟禪學生們作的最後開示裡也提到：「我要教的已經教完了，今後你們只需跟著方向去修行。」
此外，秀峰禅师平素跟人辭別時，習慣上他會說出他們下次見面的日期，但禪師此行來港前，並沒有按這個習慣跟韓國的同修說出他回來的日期，只是道別。而且，此行前一星期，他已經吩咐一位相熟同修說，如果他死了，這位同修可以自行取用他的兩本私人教本，並且跟各同們師兄弟說：「我會去很遠的旅程，但你們不會同行。」這種種跡象，都顯示秀峰禅师似乎預知自己的死期。

### 身無病苦
秀峰禅师體質向來很好，他示寂前一晚有中醫為他診脈，醫師還說他脈象健康，非常難得。此外，他在女孩童面前示寂時，也沒身受病苦之跡。

### 意不顛倒
禅师示寂前，跟一位十四歲女孩參公案，當女孩回答了禪師的問題後，禅师認可她的答案，說：「對了。」之後便垂下頭一會兒，再微笑坐正，然後躺下，把握著禪棒的手鬆開，隨即示寂，這顯示了直至示寂前一刻，其神志皆清保持醒。

## 另見
- 崇山行願

## 外部連結
- 生活就是修行[永久]